# 沙尔穆瓦 (贝尔福地区省)
沙尔穆瓦（法語：Charmois，法語發音：[ʃaʁmwa]）是法国勃艮第-弗朗什-孔泰大区贝尔福地区省的一个市镇，位于该省中南部，属于贝尔福区。

## 地理
沙尔穆瓦（47°34'26"N, 6°56'17"E）面积4.17 平方千米，位于法国勃艮第-弗朗什-孔泰大區贝尔福地区省，该省份为法国东北部内陆省份，东临上莱茵省，北起孚日省，西接上索恩省，南与杜省和瑞士接壤。
与沙尔穆瓦接壤的市镇（或旧市镇、城区）包括：诺维拉尔、布罗涅、弗鲁瓦德方丹、欧特勒谢讷、梅鲁-莫瓦勒。

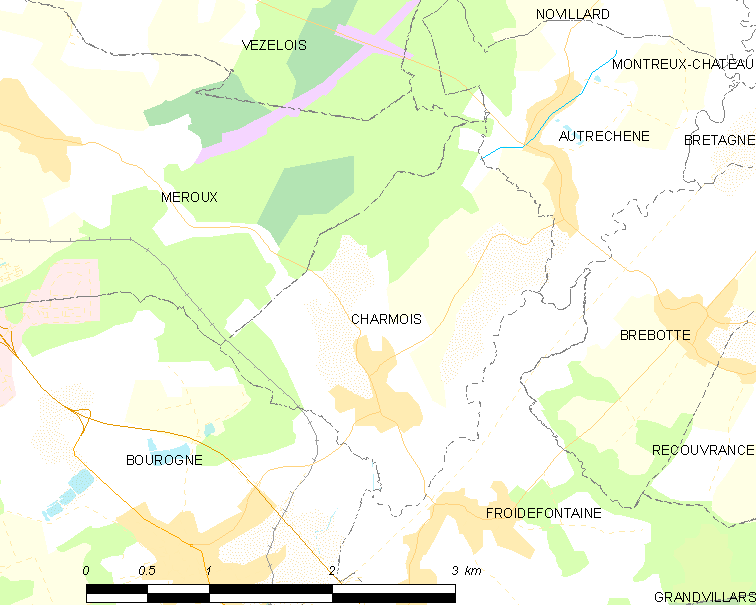
的OSM定位图

沙尔穆瓦的时区为UTC+01:00、UTC+02:00（夏令时）。

## 行政
沙尔穆瓦的邮政编码为90140，INSEE市镇编码为90021。

## 政治
沙尔穆瓦所属的省级选区为沙特努瓦莱福日县。

## 人口

1962-2008年间人口变化图示

沙尔穆瓦于2022年1月1日时的人口数量为371人。